# Fórum Feminista María de Maeztu
El Fórum Feminista María de Maeztu es una asociación feminista española creada el año 1988 que recibió el Premio Emakunde a la Igualdad por su trayectoria.

## Orígenes
El Fórum se registró como asociación en junio de 1988, pero las mujeres que lo crearon iniciaron su andadura dos años atrás en Zarauz.
Un grupo de mujeres del País Vasco −la mayoría de ellas independientes, pero también algunas militantes de distintos partidos políticos−, preocupadas porque los poderes públicos vascos no desarrollaban la competencia en materia de igualdad, que el Estatuto de Autonomía otorgaba al País Vasco, se reunieron en mayo de 1986 en la residencia Monte Albertia para exigir a todos los partidos del arco parlamentario la puesta en marcha de un organismo que impulsara la igualdad de mujeres y hombres. Fueron necesarias varias reuniones para que las casi cien mujeres allí congregadas consensuaran un texto con dicha demanda, en el que se incluían las condiciones básicas que tal organismo debía cumplir para conseguir sus objetivos. Trasladado el texto a todos los partidos políticos y tras una ronda con cada uno de ellos, promovieron la demanda y finalmente el Parlamento Vasco aprobó la creación del Instituto Vasco de la Mujer, Emakunde.
Animadas por este importante logro, algunas de las mujeres reunidas en Zarauz, plantearon que no se perdiera el capital humano que aquel grupo suponía y, para ello, propusieron que se creara una asociación feminista. La idea fue apoyada por la mayoría de las presentes, así como el nombre de María de Maeztu, en reconocimiento a la lucha por la igualdad de esta pedagoga vitoriana (1881-1948). Posteriormente llegó la inscripción del Fórum Feminista María de Maeztu en el registro de asociaciones del Gobierno Vasco, junio de 1988.

## Tres ejes de actuación
En la historia del Fórum ha habido tres grandes ejes o líneas de actuación:

### Concienciación social en materia de igualdad
Con respecto a este eje, las acciones organizadas por el Fórum han sido variadas y se han desarrollado en distintos ámbitos: 
- 8 de marzo: El Fórum conmemora esta fecha organizando anualmente conferencias y mesas redondas abiertas a toda la ciudadanía. Para ello, siempre se ha tenido en cuenta la realidad social del momento, tratándose temas de actualidad por personas expertas, especialistas en cada materia.[4]
- Jornadas, conferencias y tertulias: También estas actividades han estado abiertas a toda la ciudadanía.
- Seminarios: Los seminarios se conciben como el formato y espacio idóneo de formación, reflexión y debate interno en torno a cuestiones de interés, dirigidos tanto a las socias del Fórum como a sus simpatizantes.
- Conmemoración del 25-N: Desde sus inicios, el Fórum participa en las concentraciones y acciones que se convocan con motivo del Día Internacional contra la Violencia hacia las Mujeres.
- Otras Acciones: denuncia, colaboración con medios de comunicación y organizaciones y colaboración con la Casa del Libro para organizar anualmente un “Escaparate feminista”. Desde el año 2013 el Fórum coordina el Club de Lectura Feminista “La hora violeta” en el marco de la Escuela para la Igualdad y el Empoderamiento de las Mujeres del Ayuntamiento de Vitoria.[5]

### Colaboración con las instituciones
En el año 2003 el Fórum analizó el borrador de anteproyecto de ley para la Igualdad de Mujeres y Hombres y presentó diversas propuestas a Emakunde, muchas de las cuales fueron tenidas en consideración. Igualmente, ha participado activamente en la elaboración de los planes de igualdad de distintas instituciones del País Vasco (Emakunde, Ayuntamiento de Vitoria, Ayuntamiento de Bilbao, Diputación Foral de Álava, Ayuntamiento de San Sebastián). Además, ha formado parte de la Comisión BEGIRA para el análisis de la publicidad sexista, adscrita a Emakunde. 
También ha colaborado con el Ayuntamiento de San Sebastián en el proyecto “Las mujeres y la ciudad”. Posteriormente, propuso una lista de mujeres, científicas, políticas, sociólogas, artistas, que presentó a los ayuntamientos de las tres capitales vascas para que la tuvieran en cuenta a la hora de elaborar el callejero y denominar nuevas calles.
Las socias del Fórum han participado activamente tanto con las instituciones como con otros grupos o asociaciones de mujeres en congresos, conferencias, jornadas y encuentros. En ese sentido, el Fórum ha tomado parte en congresos de Emakunde, en las III y IV Jornadas Feministas de Euskadi  y en seminarios organizados por Eusko Ikaskuntza, por poner sólo unos ejemplos. También asistió a la Conferencia Mundial sobre la Mujer en Pekín. 
El Fórum ha participado también en la creación, desarrollo y funcionamiento de la Escuela para la Igualdad y el Empoderamiento de las Mujeres, organizada por el Servicio de Igualdad del Ayuntamiento de Vitoria. También se ha dirigido a los partidos políticos en numerosas ocasiones para exponer sus reivindicaciones.

### Trabajo en red con mujeres de otras asociaciones
En los estatutos del Fórum se recoge expresamente que la asociación colaborará con otras asociaciones de mujeres o de otro tipo siempre que sus objetivos coincidan. Por ello, ha colaborado en algunas campañas de Amnistía Internacional, de Hombres por la igualdad y de UNICEF. También ha colaborado con la Coordinadora Estatal de Organizaciones Feministas. 
Además, lleva años participando de muchas de las iniciativas del Fórum de Política Feminista una asociación de ámbito estatal que reúne a mujeres a título individual y a numerosas asociaciones feministas de todo el Estado. Desde el año 2010 pertenece formalmente a la misma, participando activamente en su Junta Directiva y promoviendo la igualdad de mujeres y hombres a través de campañas y programas a nivel estatal.
El Fórum se ha sumado también a las reivindicaciones de la PPIINA (Plataforma de Permisos Iguales e Intransferibles por Nacimiento y Adopción). 
Por otra parte, ha trabajado con asociaciones de mujeres de Latinoamérica: la campaña “Muchas manos y un solo corazón” en junio de 2004 unía el trabajo coordinado entre las mujeres indígenas de Oaxaca en México, la ONG Mugarik Gabe y la colaboración del Fórum. También, junto con el colectivo feminista de Bolivia, Mujeres Creando, promueve distintas acciones de sensibilización para dar a conocer la situación de las mujeres en este país.
Desde el año 2001 participa en numerosos proyectos de cooperación al desarrollo y protección de los derechos humanos en Afganistán. Esta labor se lleva a cabo en colaboración con ASDHA (Associació per als Drets Humans a l’Afganistan) y con distintas asociaciones de mujeres afganas. En estos proyectos se ha trabajado de forma conjunta con otras organizaciones feministas del Estado como son Milenta Muyeres de Asturias o el Fórum de Política Feminista a nivel estatal. Además de los proyectos realizados en Afganistán, se organizan periódicamente campañas de concienciación y acciones de sensibilización para acercar a la ciudadanía vasca la realidad y la lucha de las mujeres afganas. Entre ellas se pueden destacar las charlas de activistas afganas que han venido a Vitoria y la exposición Mujeres-Afganistán, de Mónica Bernabé y Gervasio Sánchez en 2015.
En 2014 el Fórum se incorporó a la Red Euskadi de la Campaña Ropa Limpia, coalición internacional a favor de los derechos de las trabajadoras de la confección de todo el mundo.
El Fórum también participa en acciones coordinadas con otros grupos feministas locales o del País Vasco. Así ha sido, por ejemplo, con la denuncia al anteproyecto de ley de víctimas de la violencia de género que el anterior Gobierno Vasco quiso poner en marcha o con las movilizaciones en contra del anteproyecto de la ley del aborto de Gallardón.
En el año 2007, con motivo del XX Aniversario del Fórum, se elaboró una publicación  que recogía su nacimiento y trayectoria hasta ese momento. La edición en castellano lleva por título “Transformando la sociedad. Historia del Fórum Feminista María de Maeztu”, y posteriormente se publicó la edición en euskera bajo el título “Gizartea eraldatuz. Maria de Maeztu Forum Feministaren historia”.
En 2013 celebraron su XXV Aniversario en el Museo Artium de Vitoria-Gasteiz con un espectáculo titulado "Tal como somos", para visibilizar su labor y las aportaciones del feminismo.

## Premios y reconocimientos
- Premio Emakunde a la Igualdad 2014 en reconocimiento a su larga trayectoria de más de 25 años en la lucha feminista.[18][19]